# Crkva Pohoda Blažene Djevice Marije u Siraču
Crkva Pohoda Blažene Djevice Marije u Siraču župna je rimokatolička crkva u Siraču u Bjelovarsko-bilogorskoj županiji.
Crkva je podignuta 1907. godine i tijekom sljedeće godine snabdjevena je svim potrebnim namještajem, crkvenim predmetima i misnim ruhom. Nova crkva blagoslovljena je 2. srpnja 1908. godine. Glavni oltar potpisano je djelo Ferdinanda Stuflessera, datirano 1907. godine, a njegove su također i propovjedaonica i krstionica, koja u polju kartuše ima ugravirano ime donatora i godinu 1908. Crkvu je oslikao Marko Antonini (potpis i datacija 1908.)
Crkva je jednobrodna građevina pravokutnog tlocrta, polukružno zaključenog užeg svetišta sa sakristijom i zvonikom pred glavnim sjevernim pročeljem. Unutrašnjost je svođena križnim svodom nad brodom i kalotom s usječenim susvodnicama nad apsidom, te stropom u sakristiji. Svodna polja odijeljena su pojasnicama što se nastavljaju na bočne pilastre čija je površina raščlanjena kanelirama. Plohe bočnih zidova rastvaraju visoki, polukružno zaključeni prozori s vitrajima smješteni unutar skošenih niša. Crkva je bogato oslikana. Pjevalište počiva na dva metalna kanelirana stupa. Oblikovanje eksterijera karakterizira kombinacija historicističkih elemenata različitih stilova.
Župa Sirač prvi puta spominje se 1332., a od ponovne uspostave župe 1945. odlukom kardinala Alojzija Stepinca, njom upravljaju salezijanci do 2014. godine, nakon čega dijacezanski svećenici.

## Zaštita
Pod oznakom Z-2101 vodi se kao nepokretno kulturno dobro - pojedinačno, pravnog statusa zaštićena kulturnog dobra, klasificirano kao "sakralna graditeljska baština".